# 오스트로브노이

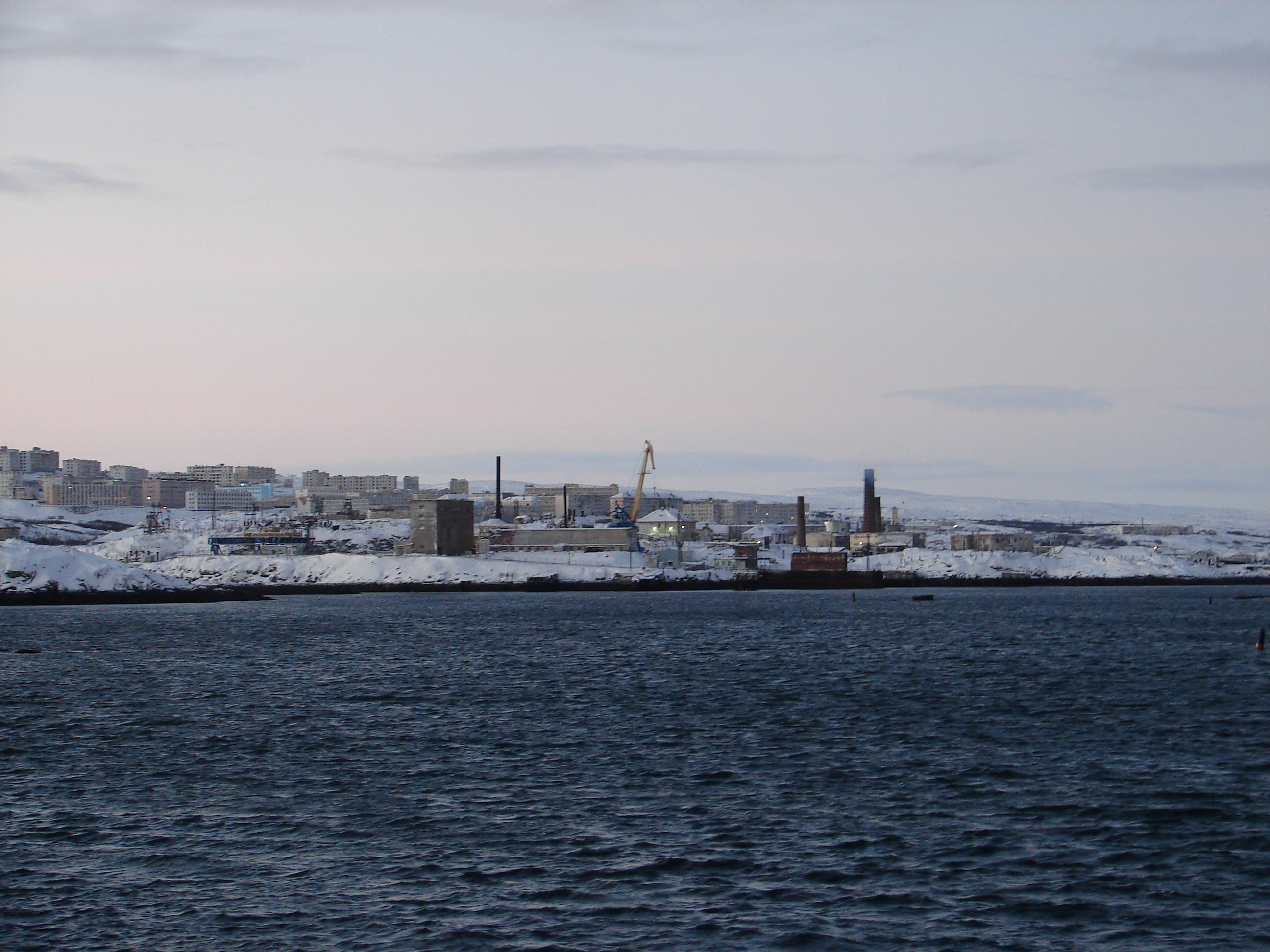
오스트로브노이

오스트로브노이(러시아어: Островной)는 러시아 무르만스크주에 위치한 도시로 인구는 2,171명(2010년 기준)이다.
1915년에 해군 기지가 들어섰으며 과거에는 무르만스크-140(Мурманск-140)이라는 이름의 폐쇄 도시로 알려진 곳이다. 1981년까지는 그레미하(Гремиха)라는 이름으로 알려져 있었다. 러시아 해군 북방함대의 핵잠수함 기지가 들어서 있다.